# هنري ريف
هنري ريف هو عسكري وسياسي كوبي، ولد في 4 أبريل 1850 في بروكلين في الولايات المتحدة، وتوفي في 4 أغسطس 1876 في Abreus, Cuba ‏ في كوبا.